# Wolfgang Heuwieser
Wolfgang Heuwieser ist ein deutscher Tierarzt und Hochschullehrer.

## Leben
Nach dem Studium der Veterinärmedizin erfolgten 1982 die Promotion und 1989 die Habilitation an der Tierärztlichen Hochschule Hannover. Heuwieser ist Universitätsprofessor an der Freien Universität Berlin, Fachbereich Veterinärmedizin und Geschäftsführender Direktor der Tierklinik für Fortpflanzung.
Die Forschungsschwerpunkte der Klinik sind: Minimierung des Antibiotikaeinsatzes bei der akuten Metritis des Rindes, Validierung innovativer diagnostischer Methoden für Mastitis und Metritis, Optimierung der Puerperal- und Stoffwechselgesundheit, Screening mit trainierten Hunden auf Brunst, Bakterien und Lungenkrebs, Evidenzbasierte Tiermedizin, Hitzestress und Fruchtbarkeit sowie Milchleistung.

## Werke (Auswahl)
- mit Katrin Lange, Carola Fischer-Tenhagen: Effect of denaverine hydrochloride application to heifers on the APGAR score and lactate concentration in newborn calves. In: Tierärztliche Praxis Großtiere 46 (2018), S. 150–153.
- Hormon- und gerinnungsanalytische Untersuchungen im Blut des maternalen und fetalen Kreislaufes beim Rind während der Abkalbung beziehungsweise Geburt sowie nach Verabreichung eines langwirkenden Glukokortikoids. Hannover 1989 (Habilitationsschrift).
- Der Einfluss von Fluglärm auf die Trächtigkeit des Rindes unter besonderer Berücksichtigung endokrinologischer und physiologischer Faktoren. Hannover 1982 (Diss.).
- Publikationen bei PubMed